# Parc des Rapides (Montréal)
Pour les articles homonymes, voir Parc des Rapides.

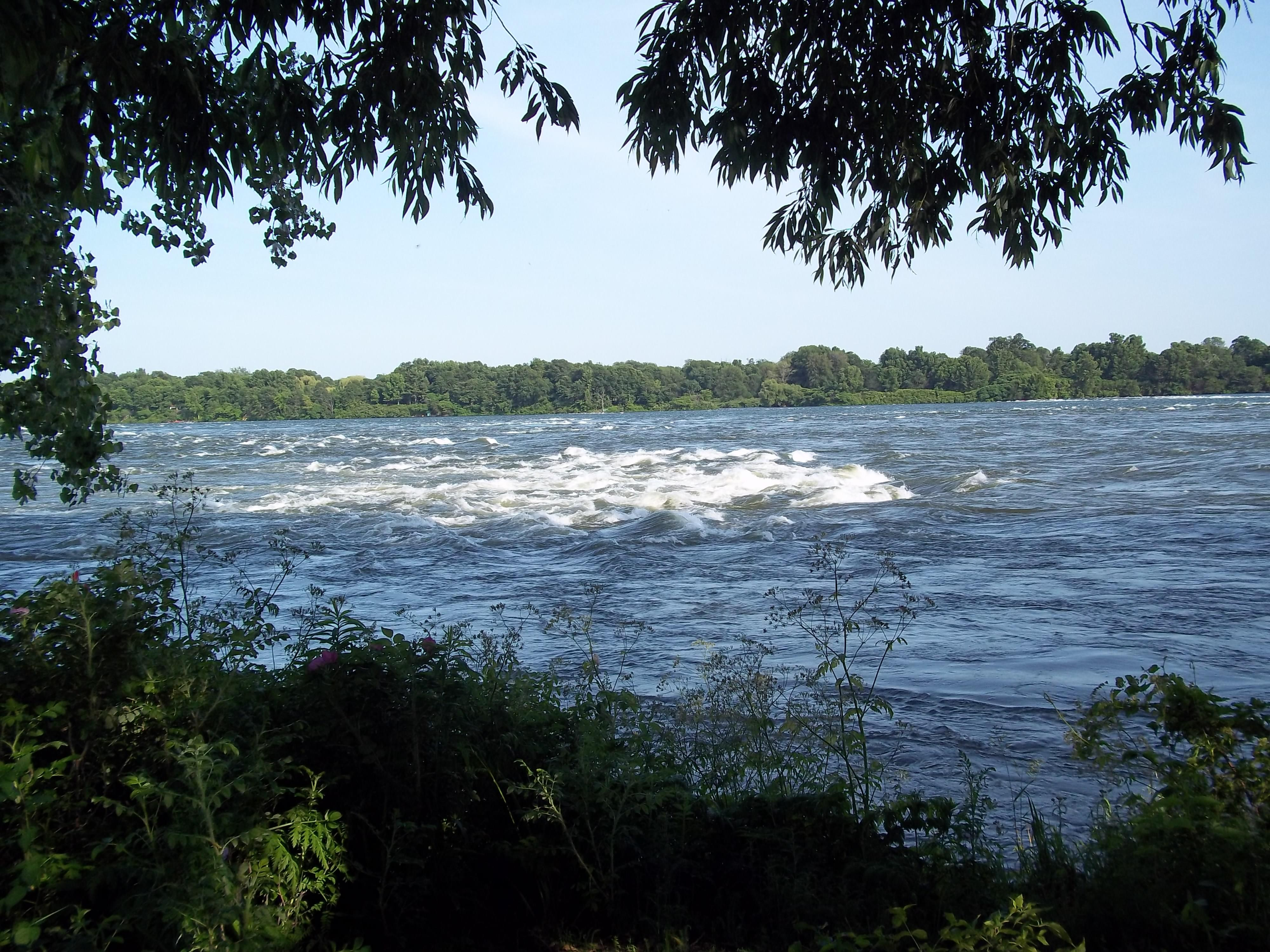
Les rapides de Lachine vus du parc

Le parc des Rapides est un grand parc urbain de Montréal situé dans l'arrondissement de LaSalle, et fait partie du réseau des grands parcs montréalais. Le parc, d'une superficie de 30 hectares, est l'endroit privilégié pour observer les célèbres rapides de Lachine. Il fait partie du Refuge d'oiseaux migrateurs de l'Île-aux-Hérons, créé 1937. Près de 225 espèces d'oiseaux fréquentent le parc, dont le Grand Héron, espèce protégée.

## Histoire
Les fondations de l'ancienne centrale hydroélectrique de Lachine, aménagée en 1897 puis démolie en 1948, ainsi que les ruines de quelques moulins à eau érigés entre 1712 et 1869, se trouvent également parc.

## Aménagement
Le parc des Rapides comporte une piste cyclable, des sentiers de randonnée ainsi que des pistes de ski de fond.
|  |  |  |